# 上環駅
上環駅（じょうかんえき）は、香港香港島中西区にある香港鉄路（港鉄 MTR）港島線の駅である。1986年5月23日に開業した。

## 駅構造

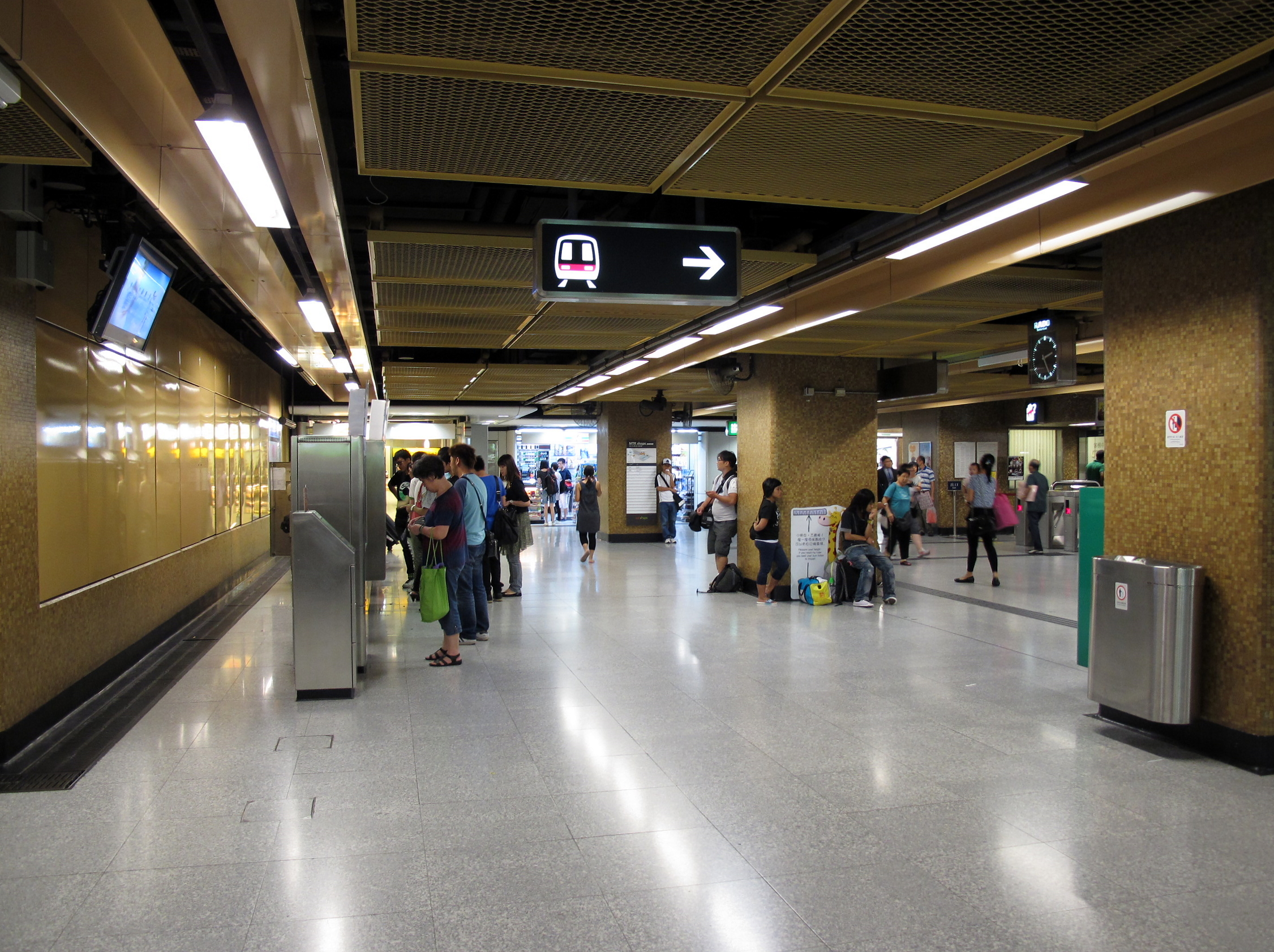
上環駅徳輔道中コンコース
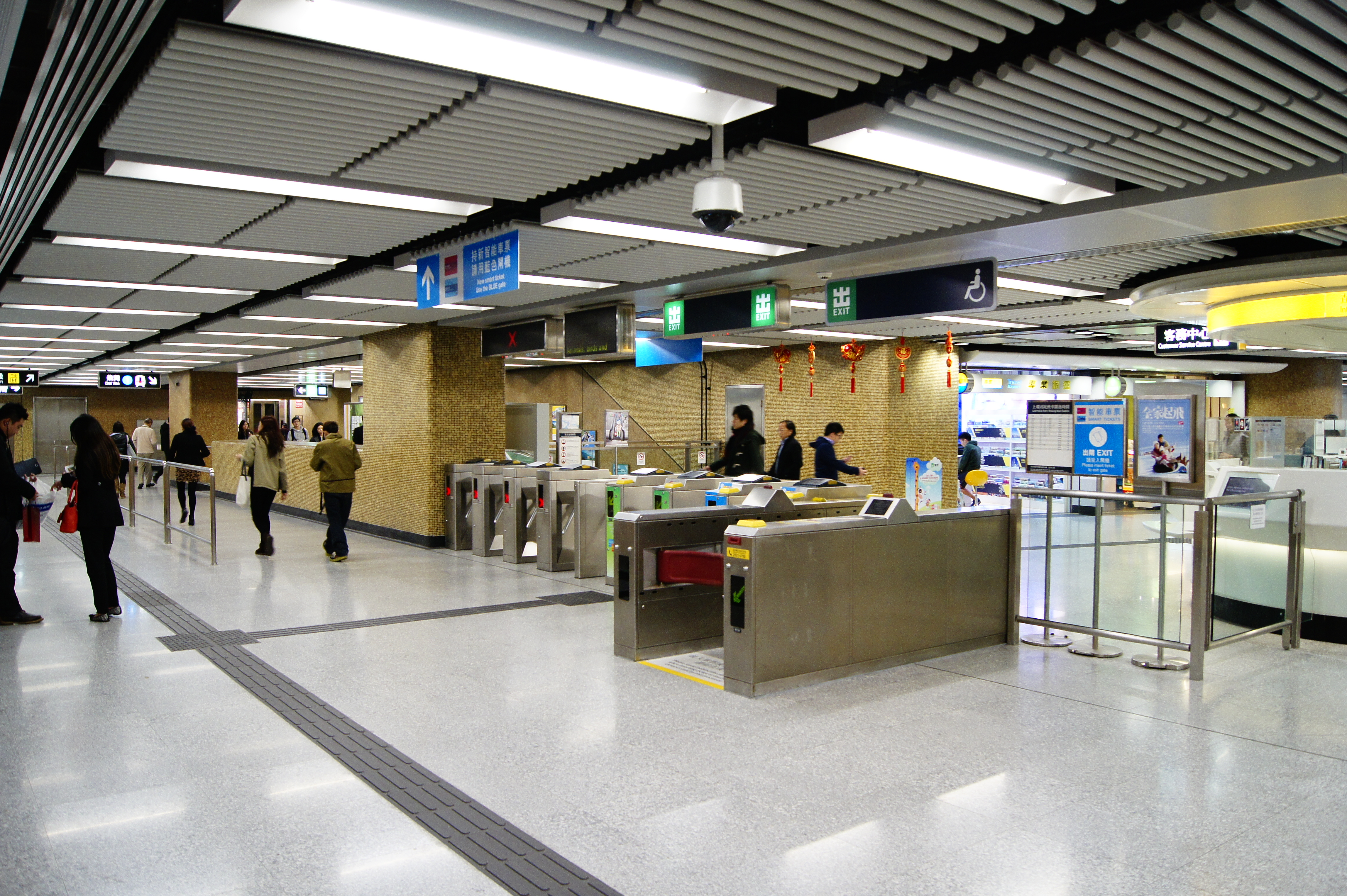
上環駅林士街コンコース
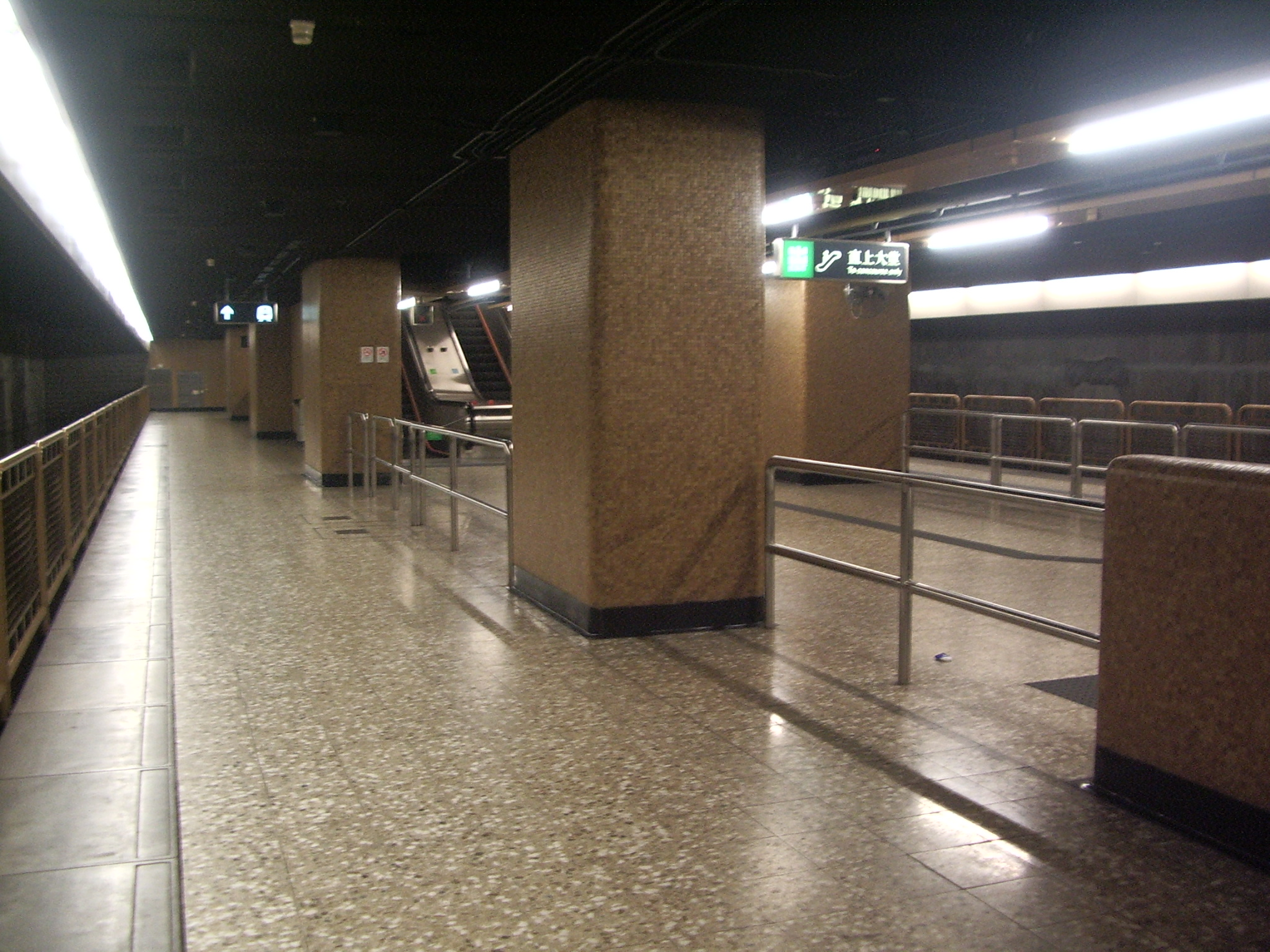
林士駅予留ホーム

相対式ホーム2面2線の地下駅。
| G 地面        | -                            | 出口                         |
| L2 コンコース | 徳輔道中コンコース           | 客務中心、自動サービス、商店 |
| L2 コンコース | 徳輔道中コンコース           | 恒生銀行、自動券売機、ATM    |
| L2 コンコース | 林士街コンコース             | 客務中心、商店               |
| L2 コンコース | 林士街コンコース             | 恒生銀行、ATM                |
| L3 閣樓       | 徳輔道中コンコース           | 車站通道通往各月台及A至D出口 |
| L3 閣樓       | 林士街コンコース             | 東九龍線予留ホーム           |
| L3 閣樓       | 島式ホーム                   |                              |
| L3 閣樓       | 林士街コンコース             | 東九龍線予留ホーム           |
| L5 ホーム     | 単式ホーム、左側のドアが開く | 単式ホーム、左側のドアが開く |
| L5 ホーム     | ➊番線                        | ■港島線柴湾方面→             |
| L5 ホーム     | ➋番線                        | ←■港島線堅尼地城方面         |
| L5 ホーム     | 単式ホーム、左側のドアが開く |                              |

- 上環駅徳輔道中コンコース
- 上環駅林士街コンコース
- 林士駅予留ホーム

### 出口
徳輔道中コンコース
- A - 永楽街
  - A1  - 徳輔道中、興業商業センター、安泰金融センター、嘉華銀行センター、岑氏商業ビル、東協商業ビル
  - A2 - 文咸東街、香港黃金交易所、荷李活道、禧利街、皇后大道中、上環文娛センター、上環市政ビル、泰達ビル、柏廷坊、東華病院、永楽街
- B - 禧利街
  - 禧利街、中環麗栢ホテル、兒童癌病基金、徳輔道中、錦甡ビル、海外銀行ビル、宝軒／漢貿商業センター、東寧ビル
- C - 西港城
  - 珠江船務ビル、干諾道中、粤海投資ビル、廉政公署、西港城、豫泰商業ビル
  - 設有失明人士引導徑往返地面
- D - 港澳碼頭
  - 招商局ビル、港澳碼頭、信徳センター、申訴専員公署（中国語版、広東語版）

林士街コンコース
- E - 无限极広場（中国語版、広東語版）
  - E1 - 癌症サービスセンター、康健天地 - 香港聖公会福利協会、金龍センター、租庇利街、ザ・センター
    - 設有失明人士引導徑往返地面

  - E2 - 文咸東街、中区健康院、中遠ビル、新紀元広場、荷李活道、蘭桂坊ホテル、皇后大道中、林士街、华侨銀行（中国語版、広東語版）、永楽街
    - 設有失明人士引導徑往返地面

  - E3 - 中保集団ビル、徳輔道中、李宝椿ビル、南豊ビル、先施百貨、有餘貿易センター、永安センター
    - 設有失明人士引導徑往返地面及輪椅輔助車前往大堂

  - E4 - 干諾道中、中旅集團ビル、海港政府ビル、多層駐車場
  - E5 - 无限极広場

### 店舗
| 商店 - 7-Eleven - 美心西餅 - Giordano - 香港品質管理協会 |

## 交通
鉄道
- トラム

バス
- 新世界第一バス

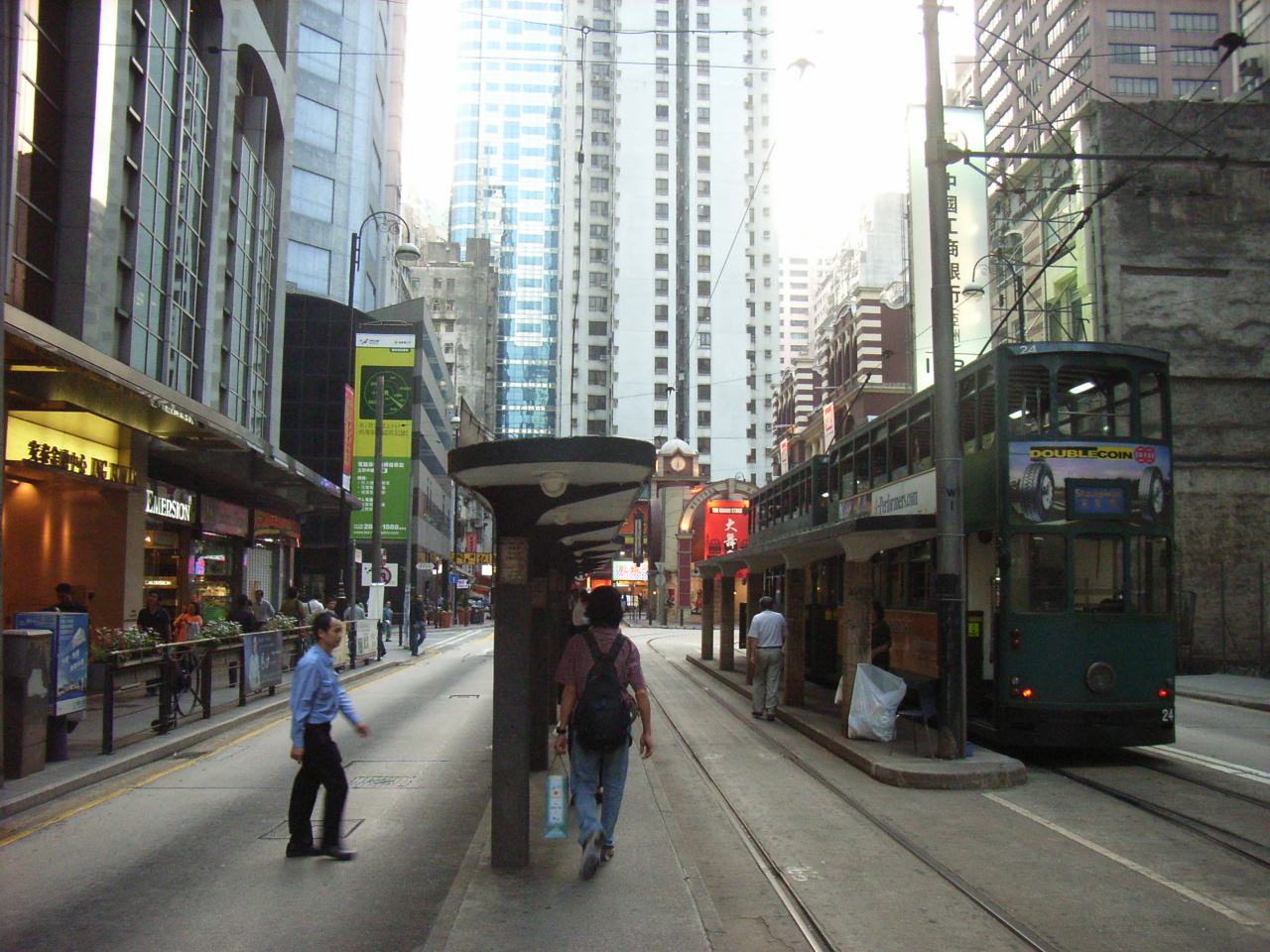
トラム上環街市終駅

  - 2、4、18、26、91、720、722

- 城巴
  - 1、5B、5X、7、10、37B、37X、71、90B、780、788、A11、E11

- トンネルバス
  - 101、104、109、111、113、115、182、307、601、603、619、905、914、930、960、961、962、962B、962X、967、968、969

小型バス
- 港島小型バス
  - 54 - 中環フェリー埠頭 ↔ 瑪麗病院

フェリー（香港・マカオ･フェリー･ターミナル）
- TurboJET
  - 香港・マカオ･フェリー･ターミナル ↔ マカオ アウター・ハーバー・フェリーターミナル（55分）
  - 香港・マカオ･フェリー･ターミナル ↔ マカオ タイパ島 タイパ・フェリーターミナル（55分）
  - 香港・マカオ･フェリー･ターミナル ↔ 深圳市 深圳宝安国際空港 福永碼頭（チャーター便のみ, 45分）

- コタイ・ウォーター・ジェット
  - 香港・マカオ･フェリー･ターミナル ↔ マカオ タイパ島 タイパ・フェリーターミナル

- 珠江客運
  - 香港・マカオ･フェリー･ターミナル ↔ 深圳市 蛇口クルーズセンター（60分）
  - 香港・マカオ･フェリー･ターミナル ↔ 珠海市 九洲港（70分）

## 歴史
- 1986年5月23日 - 開業。

## 隣の駅
香港鉄路
■港島線
西営盤駅 - 上環駅 - 中環駅